# Berliner FC Nordiska 1913
Berliner FC Nordiska 1913 was een Duitse voetbalclub uit de hoofdstad Berlijn. De club werd opgericht in 1913 en opgeheven in 1933 toen arbeiderclubs verboden werden door de NSDAP.

## Geschiedenis
BFC Nordiska werd in 1913 opgericht. De club sloot zich aan bij de Arbeiter-Turn- und Sportbund en was samen met Sparta 11 Berlin een van de sterkste arbeidersclubs van Berlijn. In 1921 bereikte de club de Duitse finale om het kampioenschap van de arbeidersclubs en verloor daar met duidelijke 0-3 cijfers van VfL Leipzig Stötteritz. Hierna speelde de club geen noemenswaardige rol meer. SC Adler Pankow nam de rol van toonaangevende club uit Berlijn over.
Door de machtsgreep van de Nationaalsocialisten in 1933 werd de club opgedoekt omdat arbeidersclubs verboden werden. Na de Tweede Wereldoorlog werd de club heropgericht als SG Nordost, die later in Normannia Berlin opging.